# Las (film)
Las – polski film obyczajowy z 2009 roku w reżyserii Piotra Dumały.

## Obsada
- Stanisław Brudny – ojciec
- Mariusz Bonaszewski – syn

## Dane techniczne
Film zrealizowano na czarno-białym negatywie: Kodak.